# Salamina (ort i Colombia, Magdalena, lat 10,49, long -74,79)
Salamina är en ort i Colombia.   Den ligger i departementet Magdalena, i den norra delen av landet, 700 km norr om huvudstaden Bogotá. Salamina ligger 7 meter över havet och antalet invånare är 6 166.
Terrängen runt Salamina är mycket platt. Runt Salamina är det ganska glesbefolkat, med 48 invånare per kvadratkilometer. Närmaste större samhälle är Campo de la Cruz, 15,8 km sydväst om Salamina. Omgivningarna runt Salamina är en mosaik av jordbruksmark och naturlig växtlighet.